# Mànran

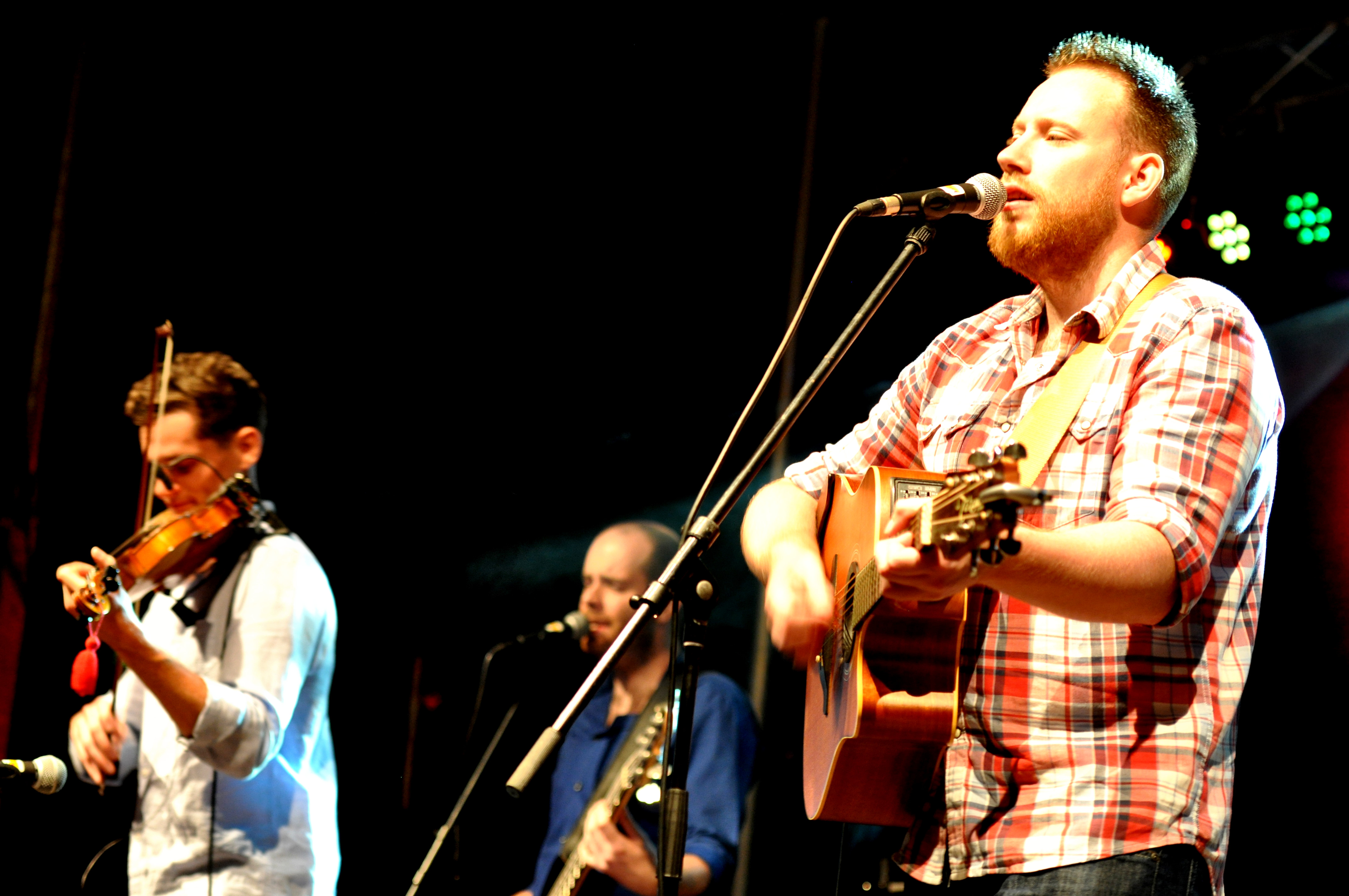
Mànran beim Folk am Neckar 2015

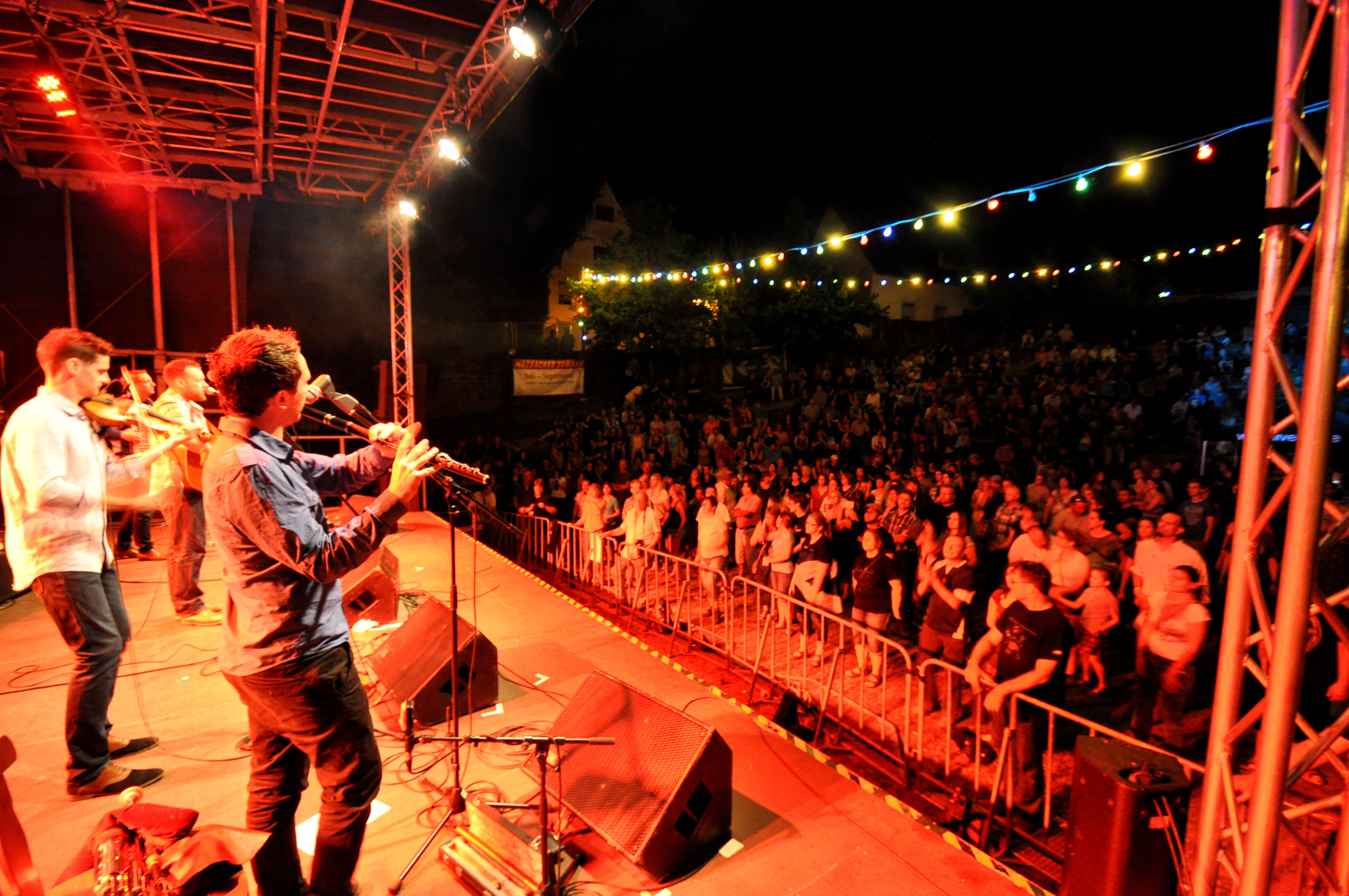
Mànran beim Folk am Neckar 2015

Mànran ist eine schottische Folkband, die im Jahr 2010 gegründet wurde. Der Name ist schottisch-gälisch und bedeutet „Melodie“.

## Bandgeschichte
Mànran traten seit 2010 auf bedeutenden Folk-Festivals weltweit auf. Der musikalische Durchbruch begann mit der ersten Single Latha Math (Schottisch-Gälisch: „Ein guter Tag“), die am 17. Januar 2011 veröffentlicht wurde. Sie erreichte knapp die Top 40 sowie Platz 6 der UK Indie Charts und der Scottish Singles Charts.
Im Juli des gleichen Jahres erschien das Debütalbum Mànran. Im August 2012 brachten die Band die Single Take You There gemeinsam mit Michelle McManus heraus, mit der sie für den STV Appeal 2012 Geld für Kinder in Not sammeln wollten. Mànran und McManus sangen das Lied live am 7. September 2012 in der STV Appeal Show. Anlässlich der Olympischen Spiele in London 2012 waren Mànran zu einem speziellen Konzert eingeladen.
Die Band trat im Herbst 2013 zum ersten Mal in den Vereinigten Staaten auf. Sie wurde mit Preisen ausgezeichnet. 2014 veröffentlichte Norrie sein erstes Soloalbum Danns An Rathaid (Straßentanz) unter seinem eigenen Label und kündigte an, die Band im kommenden Jahr zu verlassen, um sich seiner Solokarriere zu widmen. Er spielte seinen letzten Gig mit der Band im Barrowland Ballroom am 5. Dezember 2015.
2016 war die Gruppe auf einer Tournee in Dänemark und Australien. Die neuste Single heißt Trod.

## Mitglieder

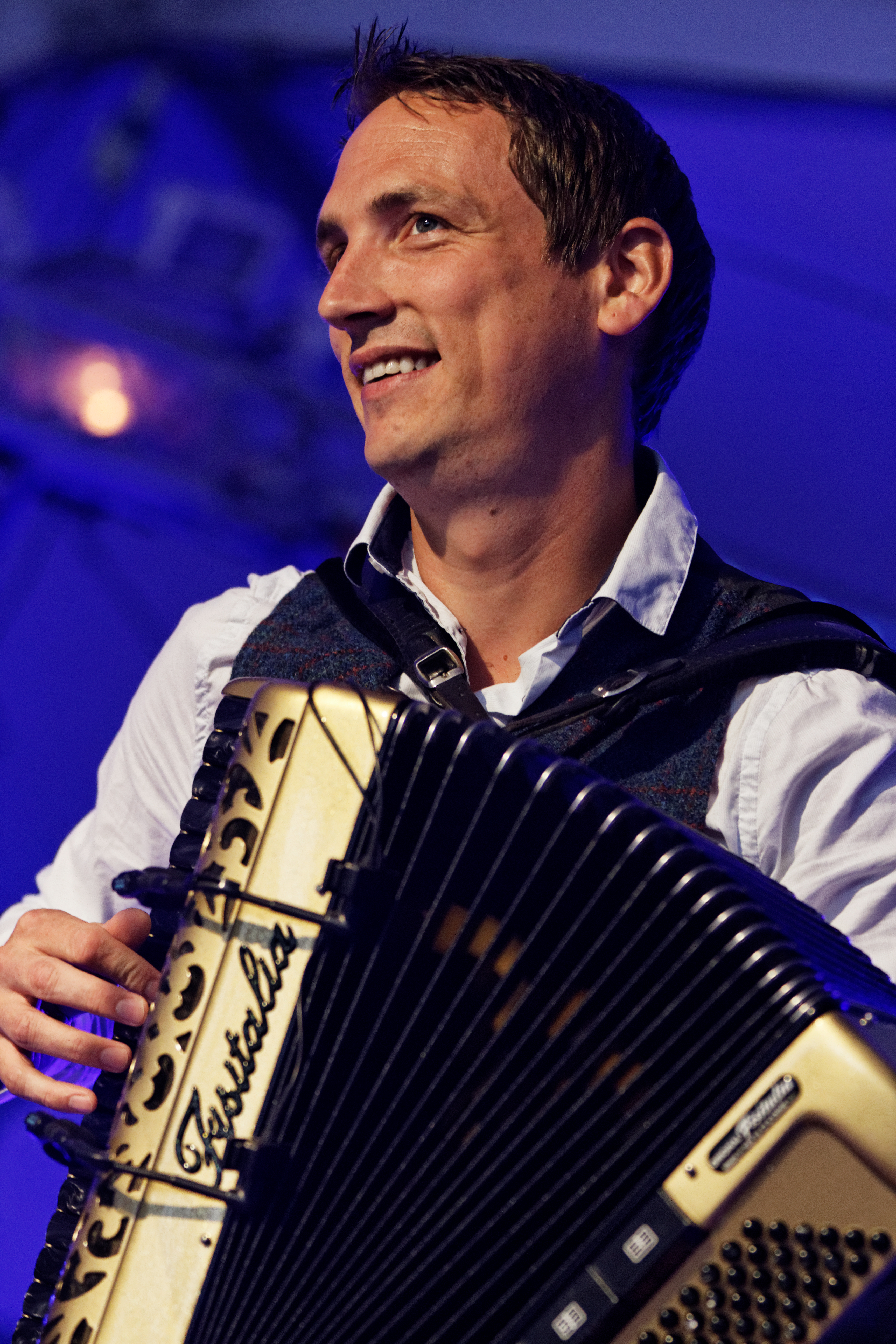
Gary Innes
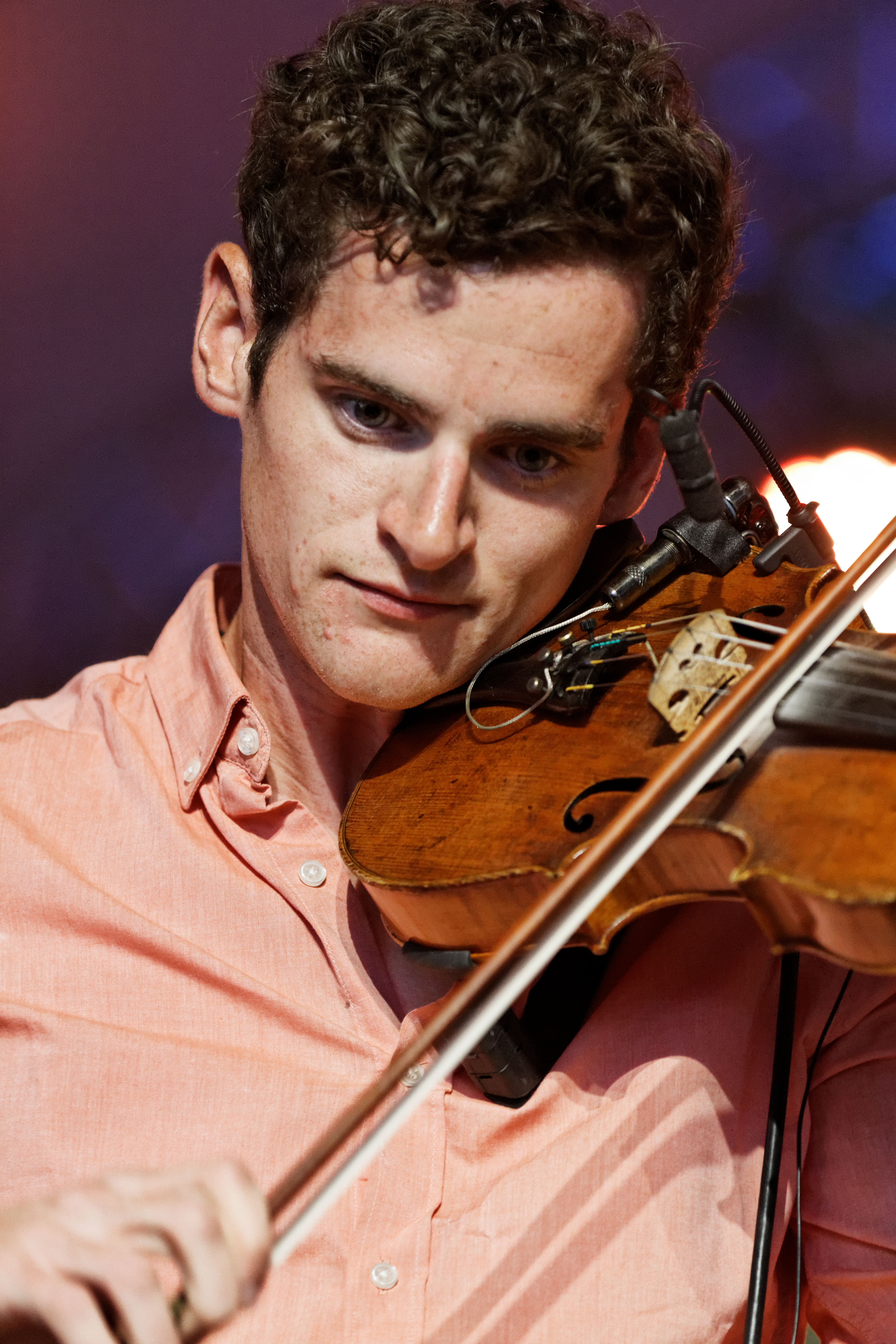
Ewen Henderson

## Diskografie

### Alben
- 2011: Mànran (Mànran Records)
- 2013: The Test (Mànran Records)
- 2017: An Dà Là (Mànran Records)
- 2020: Ten Year Party / Live from the Barrowland Ballroom  (MP3, WAV)
- 2021: Ùrar (Mànran Records)

### Singles
- 2011: Latha Math
- 2012: Take You There (mit Michelle McManus, Altissimo Music Limited)